# FC Barcellona (beach soccer)
Il Barcellona è un club professionistico di beach soccer con sede a Barcellona, in Spagna.

## Rosa
Allenatore:  Ramiro Amarelle